# ドラムコンドラFC
ドラムコンドラ・フットボールクラブ（英語: Drumcondra Football Club）は、アイルランドのダブリンのドラムコンドラをホームタウンとするサッカークラブ。

## 歴史
ドラムコンドラFCは1924年に創設された。リーグ・オブ・アイルランド加盟前の1926-27シーズンにFAIカップで優勝し、ノンリーグクラブとして優勝した最初のクラブとなった。1928-29シーズンにリーグ・オブ・アイルランドに加盟し、20シーズン目の1947-48シーズンに初優勝を飾った。1950年代には同じダブリンを本拠地とするシャムロック・ローヴァーズとライバル関係になり、ノースサイド・サウスサイドダービーに多くの観客が集まった。1962-63シーズンのインターシティーズ・フェアーズカップ1回戦でB1909オーデンセを2戦合計6-5で破り、リーグ・オブ・アイルランドのクラブとして初めて2戦合計スコアで勝ち上がった。2回戦はバイエルン・ミュンヘンと対戦し、アウェーの第1戦は0-6で敗れたが、ホームの第2戦は1-0で勝利した。
1972年、ホーム・ファームはドラムコンドラのすべての株式資本を引き継いだことを発表した。ホーム・ファームはホーム・ファーム・ドラムコンドラに改称し、ドラムコンドラに代わって1972-73シーズンのリーグ・オブ・アイルランドに参加した。1973-74シーズンにはドラムコンドラの名前を削除し、ホーム・ファームに改称した。

## タイトル
- リーグ・オブ・アイルランド：5回
  - 1947-48, 1948-49, 1957-58, 1960-61, 1964-65
- FAIカップ：5回
  - 1926-27, 1942-43, 1945-46, 1953-54, 1956-57
- リーグ・オブ・アイルランドシールド：4回
  - 1945-46, 1946-47, 1950-51, 1961-62

## 欧州の成績
| シーズン | 大会                                 | ラウンド | 対戦相手                       | ホーム | アウェー | 合計 |
| -------- | ------------------------------------ | -------- | ------------------------------ | ------ | -------- | ---- |
| 1958-59  | UEFAチャンピオンズカップ             | 予選     | アトレティコ・マドリード       | 1-5    | 0-8      | 1-13 |
| 1961-62  | UEFAチャンピオンズカップ             | 予選     | 1.FCニュルンベルク             | 1-4    | 0-5      | 1-9  |
| 1962-63  | インターシティーズ・フェアーズカップ | 1回戦    | Boldklubben 1909               | 4-1    | 2-4      | 6-5  |
| 1962-63  | インターシティーズ・フェアーズカップ | 2回戦    | バイエルン・ミュンヘン         | 1-0    | 0-6      | 1-6  |
| 1965-66  | UEFAチャンピオンズカップ             | 予選     | フォルヴェルツ・ベルリン       | 1-0    | 0-3      | 1-3  |
| 1966-67  | インターシティーズ・フェアーズカップ | 1回戦    | アイントラハト・フランクフルト | 0-2    | 1-6      | 1-8  |